# Odolfo di Stavoren
Odolfo di Stavoren, od Odulfo (... – Utrecht, 865 circa), fu un nobile franco che si fece monaco agostiniano e fu curato a Oresscoth.

## Biografia
Nato nel Brabante, si recò a Utrecht, alle dipendenze di san Federico di Utrecht, e fu mandato a evangelizzare le popolazioni frisone, con grande successo. Fondò il monastero agostiniano di Stavoren. Morì a Utrecht nell'865 circa, e i suoi resti furono portati a Staveren.

## Culto
Parte delle sue reliquie furono rubate da pirati, nel 1034. Il vescovo Ælfward di Londra intercettò i pirati, li convertì e si fece consegnare le reliquie, che furono poi sepolte nell'abbazia di Evesham. Anni dopo, la regina Edith del Wessex, moglie di Edoardo il Confessore, chiese parte delle reliquie di sant'Odolfo per la sua collezione: quando i monaci aprirono il reliquiario, divenne cieca e riacquistò la vista solo quando la reliquia tornò al suo posto. 
La festa di sant'Odolfo ricorre il 12 giugno.